# Ratnovce
Ratnovce este o comună slovacă, aflată în districtul Piešťany din regiunea Trnava. Localitatea se află la altitudinea de 190 m deasupra n.m., se întinde pe o suprafață de 8,44 km2 și în 2017 număra 1.073 de locuitori.

## Istoric
Localitatea Ratnovce este atestată documentar din 1240.

## Demografie
| An:                | 1994 | 2004   | 2014   | 2024   |
| ------------------ | ---- | ------ | ------ | ------ |
| Număr de persoane: | 960  | 950    | 1027   | 1074   |
| Diferență:         |      | −1,04% | +8,10% | +4,57% |

| An:                | 2023 | 2024   |
| ------------------ | ---- | ------ |
| Număr de persoane: | 1082 | 1074   |
| Diferență:         |      | −0,73% |